# Melanosuchus
Melanosuchus – rodzaj krokodyla z podrodziny w kajmanów (Caimaninae) obrębie rodziny aligatorowatych (Alligatoridae). 

## Zasięg występowania
Rodzaj obejmuje jeden żyjący współcześnie gatunek występujący w Ameryce Południowej (Kolumbia, Gujana, Surinam, Gujana Francuska, Brazylia, Ekwador, Peru i Boliwia).  

## Systematyka

### Etymologia
Melanosuchus: gr. μελας melas, μελανος melanos „czarny”; σουχος soukhos „egipska nazwa krokodyla”.  

### Podział systematyczny
Do rodzaju należy jeden występujący współcześnie gatunek:
- Melanosuchus niger (Spix, 1825) – kajman czarny[7]

oraz gatunki wymarłe:
- Melanosuchus fisheri Medina, 1976
- Melanosuchus latrubessei De Souza-Filho, Guilherme, De Toledo, Carvalho, Negri, Da Rocha Maciente, Cidade, Lacerda & De Souza, 2020